# 坎頓鎮區 (伊利諾伊州富爾頓縣)
坎頓鎮區（英語：Canton Township）是位於美國伊利諾伊州富爾頓縣的一個行政鎮區。

## 地方資料
根據2010年美國人口普查的數據，坎頓鎮區的面積為92.30平方千米，當中陸地面積為90.00平方千米，而水域面積為2.30平方千米。當地共有人口15049人，而人口密度為每平方千米163.04人。